# 黑森
黑森（德語：Hessen）是德国的一个联邦州，首府為威斯巴登，州内第一大城市為法兰克福。

## 歷史
詳見黑森大公國以及拿騷公國。

## 地理

### 毗邻州
黑森州与北萊茵-西發里亞邦、下萨克森州、图林根州、巴伐利亚州、巴登-符腾堡州和莱茵兰-普法尔茨州。

### 城市
黑森州最大的城市（以人口计算）是法兰克福，其后是威斯巴登、卡塞尔、达姆施塔特、美因河畔奥芬巴赫、哈瑙、马尔堡、吉森、富尔达、吕瑟尔斯海姆、韦茨拉尔和巴特洪堡。

### 山峦
黑森州的风景由不计其数的中等高等的山峦组成。其中以高度排列是倫山，陶努斯山（Taunus），Upland，福格尔斯山山（Vogelsberg），Hoher Meißner，Kellerwald，韋斯特林山（Westerwald），Kaufunger Wald，Knüllgebirge，Habichtswald，奥登林山山（Odenwald），Stölzinger Gebirge，Spessart，Schlierbachswald，Seulingswald和Reinhardswald。黑森州最高点在倫山的Wasserkuppe（950.2米）。

### 水域
下列河流部分或者全部流经黑森州境内。其中萊茵河在黑森州西南部作为与莱茵兰-普法尔茨州的州界，而内卡河在南部也利用其中一个河段构成了与巴登-符腾堡州的界限。其他如維拉河以及福達河在东部以及北黑森形成了与图林根和下萨克森天然的政治地理分界。在黑森州内最长的以及最出名的河流如下：
- 萊茵河（1.320 km）
- 美因河（524 km）
- 威悉河（440 km）
- 内卡河（367 km）
- 維拉河（298 km）
- 兰河（242 km）
- 福達河（218 km）
- 埃德尔河（Eder，177 km）
- Diemel（110 km）
- Schwalm（97 km）
- 尼达河（Nidda，90 km）
- Kinzig（86 km）
- Nidder（69 km）
- Wetter（69 km）
- Haune（64 km）
- Ohm（59 km）
- 迪尔河（Dill，55 km）

黑森州境内的河流

黑森州没有规模較大的天然湖。最大的储水湖是北黑森州的埃德湖（Edersee）。

## 政治

### 概述
黑森按照德国基本法属于德国联邦之一。该州奉行民主和议会制联邦制度。此外，黑森以和平，自由和人民团结为目标，非常反战。
在2003年2月2日的州议会选举中，德国基督教民主联盟第一次在黑森州中取得了绝对多数（56席）。下一届州议会选举則在2008年春季举行。
黑森宪法的一个特别之处在于依然存在死刑。该条款位于《黑森州宪法》21章第一条第二款，然因与联邦宪法《德国基本法》之第102条的废除死刑条款相抵触而无效。

### 立法机构
只要人民不通过公决否定州议会的决定，那么州议会就是唯一的立法机构。同时州议会由该州人民选举产生。被动式选举权利由每位拥有自主投票能力以及年满21周岁的公民获得。所有党派只要得到超过百分之五的选票就可以派代表进入议会。

### 执法机构
执法机构由黑森州政府和下设的州管理部门组成。州政府由州长和部长组成。邦部长主席根据政府法案产生对议会负责。在该法案中还规定，每位部长可以完全独立管理自己的部门，直接对邦议会负责。同时对外，州长代表黑森州。
州议会必须通过超过半数法定成员的选票来确立州部长會議主席。然后由州长任命部长。一个特殊之处在于，到1918年，在德国或者其他国家或者德国其他州担任过政府要员的人都无法获得被选举资格。

### 权力机关
权力机关由黑森州宪法法院以及其他州内法院构成。州最高法院由11名成员组成，其中有5名法官和6位由州议院根据基本法所推荐的成员，这些成员不一定需要是州议会成员。州最高法院判决关于涉及宪法的案件，如对基本法的损害，选举结果的干扰或者是对宪法有分歧的其他情况。

### 1945年以来的州长
- 10月16日1945年 - 1946年：Karl Geiler（Groß-Hessen）
- 12月20日1946年 - 1950年：Christian Stock, 社民党
- 12月14日1950年 - 1969年：Georg August Zinn, 社民党
- 10月3日1969年 - 1976年：Albert Osswald, 社民党
- 12月12日1976年 - 1987年：Holger Börner, 社民党
- 4月23日1987年 - 1991年：Walter Wallmann, 基民盟
- 4月5日1991年 - 1999年：Hans Eichel, 社民党
- 4月7日1999年 - 2010年：罗兰·科赫, 基民盟
- 8月31日2010年 - 2025年：福尔克·布菲耶, 基民盟

### 纹章和旗帜
州徽展现了蓝色的背景和一只直立的狮，身体由九道银红相间的条纹分割。狮子作为徽章最早起源于图林根州，但是现在被黑森州所采用，是因为圖林根到1247年都统治着当今的黑森州地区。州旗是红白色，作为州象征时旗子中央也加上州徽章。

## 居民
黑森州大部分人口都生活在南部沿萊茵河和美因河地区。此外的一个集居地位于州北部城市卡塞尔。
黑森州口音主要体现在法兰克式的黑森腔，属于德国中西部方言区。

## 行政

### 行政区域
自1981年起，黑森州在区域上划分为三个行政区域达姆施塔特行政区、吉森行政区和卡塞尔行政区，同时有5个自立市、21个县以及426个自然村。

### 自立市
（括号中为车牌号）
- 达姆施塔特（DA）
- 法兰克福（F）
- 卡塞尔（KS）
- 奥芬巴赫（OF）
- 威斯巴登（WI）

### 县
黑森分成21个县：
| 1. 贝格施特拉瑟县 2. 达姆施塔特-迪堡县 3. 大盖劳县 4. 上陶努斯县 5. 美因-金齐希县 6. 美因-陶努斯县 7. 奥登林山县 | 1. 奥芬巴赫县 2. 莱茵高-陶努斯县 3. 维特劳县 4. 吉森县 5. 兰-迪尔县 6. 林堡-魏尔堡县 7. 马尔堡-比登科普夫县 | 1. 福格尔斯山县 2. 富尔达县 3. 黑斯费尔德-罗滕堡县 4. 卡塞尔县 5. 施瓦尔姆-埃德尔县 6. 威拉-迈斯讷县 7. 瓦尔代克-弗兰肯贝格县 |

## 经济
黑森州最大的企业：
1. 德国汉莎
2. 雷弗超市
3. 德国铁路
4. 欧宝股份公司
5. 德意志银行
6. 西门子公司和Siemens VDO Automotive
7. 大众汽车
8. 法兰克福国际机场
9. 德累斯顿银行
10. Buderus
11. 飞利浦